# Cathy Boswell
Catherine La Ora Boswell  (nacida el 10 de noviembre de 1962 en Joliet, Illinois) es una exjugadora de baloncesto estadounidense. Consiguió 1 medalla de oro con Estados Unidos en los Juegos Olímpicos de Los Ángeles 1984.